# Активно мероприятие
Активното мероприятие е форма на дейност, изразяваща се в организирането и провеждането на действие/действия от страна на политически организации, държавната власт и нейните институции или специалните служби, респективно разузнаването и контраразузнаването на страните, насочени в посока постигане на предварително набелязана, най-често политическа цел.
Активните мероприятия варират от медийни манипулации до специални операции на службите за сигурност. Те включват дезинформация, пропаганда, (фалшифициране на официални документи, злоупотреби с власт, внедряване и/или вербуване на лица, убийства, политически репресии и преследване на политически дисиденти – при тоталитарните режими), включително проникване в религиозни групи, учреждения и храмове и други активни форми.